# Partecipanti alla Parigi-Roubaix 2024
Elenco dei partecipanti alla Parigi-Roubaix 2024.
La Parigi-Roubaix 2024 è la centoventunesima edizione della corsa. Alla competizione prendono parte 25 squadre, ciascuna delle quali composta da sette corridori, per un totale di 175 ciclisti.

## Corridori per squadra
Nota: R ritirato, NP non partito, FT fuori tempo, SQ squalificato
| Alpecin-Deceuninck        | Alpecin-Deceuninck        | Alpecin-Deceuninck        | Ineos Grenadiers                | Ineos Grenadiers                | Ineos Grenadiers                | TotalEnergies          | TotalEnergies          | TotalEnergies          |
| ------------------------- | ------------------------- | ------------------------- | ------------------------------- | ------------------------------- | ------------------------------- | ---------------------- | ---------------------- | ---------------------- |
| 1                         | Mathieu van der Poel      | 1º                        | 91                              | Ben Turner                      | R                               | 181                    | Anthony Turgis         | 54º                    |
| 2                         | Silvan Dillier            | 85º                       | 92                              | Andrew August                   | FT                              | 182                    | Lucas Boniface         | R                      |
| 3                         | Timo Kielich              | 86º                       | 93                              | Ben Swift                       | 58º                             | 183                    | Sandy Dujardin         | 55º                    |
| 4                         | Jasper Philipsen          | 2º                        | 94                              | Connor Swift                    | 48º                             | 184                    | Thomas Gachignard      | 30º                    |
| 5                         | Edward Planckaert         | 45º                       | 95                              | Thomas Pidcock                  | 17º                             | 185                    | Emilien Jeanniere      | R                      |
| 6                         | Oscar Riesebeek           | FT                        | 96                              | Joshua Tarling                  | SQ                              | 186                    | Lorrenzo Manzin        | R                      |
| 7                         | Gianni Vermeersch         | 6º                        | 97                              | Elia Viviani                    | R                               | 187                    | Dries Van Gestel       | 13º                    |
| Team Visma-Lease a Bike   | Team Visma-Lease a Bike   | Team Visma-Lease a Bike   | Bahrain Victorious              | Bahrain Victorious              | Bahrain Victorious              | Lotto Dstny            | Lotto Dstny            | Lotto Dstny            |
| 11                        | Dylan van Baarle          | NP                        | 101                             | Fred Wright                     | 12º                             | 191                    | Cédric Beullens        | 81º                    |
| 12                        | Edoardo Affini            | 71º                       | 102                             | Kamil Gradek                    | 41º                             | 192                    | Sébastien Grignard     | 68º                    |
| 13                        | Per Strand Hagenes        | 44º                       | 103                             | Fran Miholjević                 | 102º                            | 193                    | Jacopo Guarnieri       | R                      |
| 14                        | Christophe Laporte        | 25º                       | 104                             | Andrea Pasqualon                | 50º                             | 194                    | Mathijs Paasschens     | FT                     |
| 15                        | Julien Vermote            | 52º                       | 105                             | Dušan Rajović                   | 92º                             | 195                    | Alec Segaert           | 66º                    |
| 16                        | Tim van Dijke             | 16º                       | 106                             | Cameron Scott                   | FT                              | 196                    | Liam Slock             | 20º                    |
| 17                        | Mick van Dijke            | 19º                       | 107                             | Łukasz Wiśniowski               | R                               | 197                    | Brent Van Moer         | 56º                    |
| Lidl-Trek                 | Lidl-Trek                 | Lidl-Trek                 | Soudal Quick-Step               | Soudal Quick-Step               | Soudal Quick-Step               | Astana Qazaqstan Team  | Astana Qazaqstan Team  | Astana Qazaqstan Team  |
| 21                        | Mads Pedersen             | 3º                        | 111                             | Yves Lampaert                   | 36º                             | 201                    | Cees Bol               | 80º                    |
| 22                        | Tim Declercq              | 39º                       | 112                             | Kasper Asgreen                  | 88º                             | 202                    | Evgenij Fëdorov        | 14º                    |
| 23                        | Daan Hoole                | 53º                       | 113                             | Tim Merlier                     | R                               | 203                    | Evgenij Gidič          | R                      |
| 24                        | Jonathan Milan            | R                         | 114                             | Gianni Moscon                   | R                               | 204                    | Dmitrij Gruzdev        | R                      |
| 25                        | Edward Theuns             | 47º                       | 115                             | Casper Pedersen                 | R                               | 205                    | Michael Mørkøv         | NP                     |
| 26                        | Mathias Vacek             | 43º                       | 116                             | Bert Van Lerberghe              | 42º                             | 206                    | Rüdiger Selig          | 64º                    |
| 27                        | Otto Vergaerde            | R                         | 117                             | Warre Vangheluwe                | R                               | 207                    | Gleb Syrica            | R                      |
| Groupama-FDJ              | Groupama-FDJ              | Groupama-FDJ              | Arkéa-B&B Hotels                | Arkéa-B&B Hotels                | Arkéa-B&B Hotels                | Israel-Premier Tech    | Israel-Premier Tech    | Israel-Premier Tech    |
| 31                        | Stefan Küng               | 5º                        | 121                             | Luca Mozzato                    | 72º                             | 211                    | Riley Sheehan          | 75º                    |
| 32                        | Lewis Askey               | 37º                       | 122                             | Jenthe Biermans                 | 23º                             | 212                    | Guillaume Boivin       | R                      |
| 33                        | Sven Erik Bystrøm         | 74º                       | 123                             | David Dekker                    | R                               | 213                    | Hugo Hofstetter        | 79º                    |
| 34                        | Clément Davy              | 90º                       | 124                             | Donavan Grondin                 | 82º                             | 214                    | Riley Pickrell         | FT                     |
| 35                        | Fabian Lienhard           | 84º                       | 125                             | Daniel McLay                    | FT                              | 215                    | Nadav Raisberg         | 67º                    |
| 36                        | Laurence Pithie           | 7º                        | 126                             | Miles Scotson                   | 105º                            | 216                    | Tom Van Asbroeck       | 31º                    |
| 37                        | Marc Sarreau              | 46º                       | 127                             | Florian Sénéchal                | 60º                             | 217                    | Rick Zabel             | 106º                   |
| Team DSM-Firmenich PostNL | Team DSM-Firmenich PostNL | Team DSM-Firmenich PostNL | Bora-Hansgrohe                  | Bora-Hansgrohe                  | Bora-Hansgrohe                  | Q36.5 Pro Cycling Team | Q36.5 Pro Cycling Team | Q36.5 Pro Cycling Team |
| 41                        | John Degenkolb            | 11º                       | 131                             | Marco Haller                    | R                               | 221                    | Jannik Steimle         | 33º                    |
| 42                        | Pavel Bittner             | 29º                       | 132                             | Emil Herzog                     | FT                              | 222                    | Fabio Christen         | 61º                    |
| 43                        | Patrick Eddy              | R                         | 133                             | Luis-Joe Lührs                  | R                               | 223                    | Tobias Ludvigsson      | R                      |
| 44                        | Nils Eekhoff              | 32º                       | 134                             | Filip Maciejuk                  | 97º                             | 224                    | Kamil Małecki          | 18º                    |
| 45                        | Niklas Märkl              | FT                        | 135                             | Jordi Meeus                     | 8º                              | 225                    | Cyrus Monk             | FT                     |
| 46                        | Tim Naberman              | FT                        | 136                             | Ryan Mullen                     | R                               | 226                    | Joey Rosskopf          | 109º                   |
| 47                        | Casper van Uden           | R                         | 137                             | Sam Welsford                    | 3º                              | 227                    | Rory Townsend          | 108º                   |
| Team Jayco AlUla          | Team Jayco AlUla          | Team Jayco AlUla          | Decathlon AG2R La Mondiale Team | Decathlon AG2R La Mondiale Team | Decathlon AG2R La Mondiale Team | Bingoal WB             | Bingoal WB             | Bingoal WB             |
| 51                        | Max Walscheid             | 49º                       | 141                             | Oliver Naesen                   | 24º                             | 231                    | Jelle Vermoote         | R                      |
| 52                        | Luke Durbridge            | R                         | 142                             | Edvald Boasson Hagen            | 77º                             | 232                    | Louis Blouwe           | R                      |
| 53                        | Anders Foldager           | FT                        | 143                             | Dries De Bondt                  | R                               | 233                    | Luca De Meester        | 100º                   |
| 54                        | Amund Grøndahl Jansen     | FT                        | 144                             | Sander De Pestel                | 40º                             | 234                    | Cériel Desal           | 78º                    |
| 55                        | Kelland O'Brien           | 110º                      | 145                             | Pierre Gautherat                | 57º                             | 235                    | Alexander Salby        | R                      |
| 56                        | Blake Quick               | FT                        | 146                             | Jordan Labrosse                 | 101º                            | 236                    | Aaron Van der Beken    | 96º                    |
| 57                        | Elmar Reinders            | R                         | 147                             | Damien Touzé                    | 99º                             | 237                    | Sasha Weemaes          | R                      |
| Intermarché-Wanty         | Intermarché-Wanty         | Intermarché-Wanty         | EF Education-EasyPost           | EF Education-EasyPost           | EF Education-EasyPost           | Team Flanders-Baloise  | Team Flanders-Baloise  | Team Flanders-Baloise  |
| 61                        | Laurenz Rex               | R                         | 151                             | Alberto Bettiol                 | R                               | 241                    | Lars Craps             | R                      |
| 62                        | Madis Mihkels             | 10º                       | 152                             | Stefan Bissegger                | 26º                             | 242                    | Siebe Deweirdt         | R                      |
| 63                        | Hugo Page                 | 34º                       | 153                             | Owain Doull                     | 107º                            | 243                    | Jules Hesters          | 62º                    |
| 64                        | Adrien Petit              | R                         | 154                             | Lukas Nerurkar                  | R                               | 244                    | Dylan Vandenstorme     | 93º                    |
| 65                        | Baptiste Planckaert       | 59º                       | 155                             | Jonas Rutsch                    | R                               | 245                    | Yentl Vandevelde       | 91º                    |
| 66                        | Mike Teunissen            | 22º                       | 156                             | Harry Sweeny                    | 70º                             | 246                    | Ward Vanhoof           | 98º                    |
| 67                        | Gijs Van Hoecke           | R                         | 157                             | Jardi van der Lee               | FT                              | 247                    | Victor Vercouillie     | FT                     |
| Uno-X Mobility            | Uno-X Mobility            | Uno-X Mobility            | Cofidis                         | Cofidis                         | Cofidis                         |                        |                        |                        |
| 71                        | Alexander Kristoff        | 21º                       | 161                             | Alexis Renard                   | FT                              |                        |                        |                        |
| 72                        | Jonas Abrahamsen          | 27º                       | 162                             | Piet Allegaert                  | 35º                             |                        |                        |                        |
| 73                        | Stian Fredheim            | 65º                       | 163                             | Stanisław Aniołkowski           | 73º                             |                        |                        |                        |
| 74                        | Tord Gudmestad            | 89º                       | 164                             | Aimé De Gendt                   | 104º                            |                        |                        |                        |
| 75                        | Erik Resell               | R                         | 165                             | Milan Fretin                    | FT                              |                        |                        |                        |
| 76                        | Rasmus Tiller             | 28º                       | 166                             | Christophe Noppe                | R                               |                        |                        |                        |
| 77                        | Søren Wærenskjold         | 9º                        | 167                             | Ludovic Robeet                  | 95º                             |                        |                        |                        |
| UAE Team Emirates         | UAE Team Emirates         | UAE Team Emirates         | Movistar Team                   | Movistar Team                   | Movistar Team                   |                        |                        |                        |
| 81                        | Nils Politt               | 4º                        | 171                             | Oier Lazkano                    | R                               |                        |                        |                        |
| 82                        | Mikkel Bjerg              | 51º                       | 172                             | Rémi Cavagna                    | 103º                            |                        |                        |                        |
| 83                        | Álvaro Hodeg              | R                         | 173                             | Iván García Cortina             | 63º                             |                        |                        |                        |
| 85                        | Juan Sebastián Molano     | 76º                       | 174                             | Johan Jacobs                    | 38º                             |                        |                        |                        |
| 86                        | António Morgado           | 87º                       | 175                             | Mathias Norsgaard               | 69º                             |                        |                        |                        |
| 87                        | Michael Vink              | NP                        | 176                             | Manlio Moro                     | FT                              |                        |                        |                        |
| 88                        | Tim Wellens               | 15º                       | 177                             | Vinícius Rangel                 | 94º                             |                        |                        |                        |